# Geastrum australis
Geastrum australis är en svampart som beskrevs av Berk. 1859. Geastrum australis ingår i släktet jordstjärnor och familjen jordstjärnor.   Inga underarter finns listade i Catalogue of Life.